# Station Chojna
Station Chojna is een spoorwegstation in de Poolse plaats Chojna.